# R. Tucker Abbott
Robert Tucker Abbott (Watertown, Massachusetts, 28 september 1919 - Lee County, Florida, 3 november 1995) was een Amerikaans malacoloog. Hij schreef meer dan 30 werken over mollusken, waaronder het standaardwerk American Seashells. Hij was een actief lid van de American Malacological Union en de Conchologists of America.

## Biografie
Tucker Abbott werd geboren in Watertown, Massachusetts. Hij interesseerde zich al zeer vroeg in zeeschelpen en begon met een vriendje een museum in zijn kelder. Nadat hij een deel van zijn jeugd in Montreal had doorgebracht, ging hij naar de Harvard-universiteit en studeerde er bij William (Bill) James Clench (1897-1984). In 1941 startten zij het tijdschrift Johnsonia, dat zich specialiseerde in West-Atlantische weekdieren. Hij studeerde af in 1942.
Tijdens de Tweede Wereldoorlog was Abbott eerst bommenwerperpiloot bij de marine en werkte later voor een medische onderzoekseenheid die onderzoek deed naar schistosomiasis. Hij documenteerde de levenscyclus van het schistosoom in Oncomelania, een kleine bruine zoetwaterslak, die hij bestudeerde in de rijstvelden van de Yangtze-vallei.
Op 18 februari 1946 trad hij in het huwelijk met collega-malacologe Mary M. Sisler.
Na de Tweede Wereldoorlog werkte Abbott in het National Museum of Natural History, Smithsonian Institution (1944-1954) als assistent-curator en associate curator van het Department of Mollusks. Gedurende deze tijd verdiende hij zijn masterdiploma en Ph.D. aan de George Washington University en schreef de eerste editie van American Seashells.
Hij ging toen naar de Academie voor Natuurwetenschappen in Philadelphia (1954-1969). Hij was voorzitter van het Department of Mollusks en bekleedde de Pilsbry Chair of Malacology. Gedurende die tijd ging hij op een aantal expedities naar de Indo-Pacifische regio. Hij startte ook zijn eigen tijdschrift, Indo-Pacific Mollusc'. Hij was ook een actieve redacteur van het tijdschrift The Nautilus.
In 1969 aanvaardde Abbott de DuPont-leerstoel voor Malacologie in het Delaware Museum of Natural History. Hij was ook hoofd van het departement Mollusks en was adjunct-directeur. In 1971 werd hij hoofdredacteur van The Nautilus.
Abbott was de oprichter van het Bailey-Matthews Shell Museum op Sanibel Island. Hij stierf in 1995 aan een longziekte, twee weken voordat het museum werd geopend. Hij ligt begraven op de Arlington National Cemetery.